# Anton Wladimirowitsch Glinkin
Anton Wladimirowitsch Glinkin (russisch Антон Владимирович Глинкин; * 28. Oktober 1988 in Tscheljabinsk, Russische SFSR) ist ein russischer Eishockeyspieler, der zuletzt bis April 2020 beim HK Traktor Tscheljabinsk aus der Kontinentalen Hockey-Liga unter Vertrag gestanden und dort auf der Position des Stürmers gespielt hat.

## Karriere
Anton Glinkin begann seine Karriere als Eishockeyspieler in seiner Heimatstadt in der Nachwuchsabteilung des HK Traktor Tscheljabinsk, für dessen zweite Mannschaft er in der Saison 2005/06 in der drittklassigen Perwaja Liga aktiv war. In der folgenden Spielzeit lief der Angreifer für die Profimannschaft des Stadtnachbarn HK Metschel Tscheljabinsk in der Wysschaja Liga, der zweiten russischen Spielklasse, auf. In insgesamt 57 Spielen gelangen ihm dabei neun Tore und 15 Vorlagen. 
Nachdem er in der Saison 2007/08 parallel für Traktor Tscheljabinsk in der Superliga, sowie Metschel Tscheljabinsk in der Wysschaja Liga zum Einsatz gekommen war, steht Glinkin seit der Saison 2008/09 für den HK Traktor in der neu gegründeten Kontinentalen Hockey-Liga auf dem Eis, wobei er in der Saison 2009/10 parallel in 14 Spielen je neun Tore und Vorlagen für die Juniorenmannschaft des HK Traktor in der multinationalen Nachwuchsliga Molodjoschnaja Chokkeinaja Liga beisteuerte.
Zwischen 2016 und 2018 spielte Glinkin für Ak Bars Kasan und gewann mit diesem Club 2018 sowohl den Gagarin-Pokal, als auch den russischen Meistertitel. Nach diesem Erfolg kehrte er zu seinem Heimatverein zurück. Dort spielte er bis zum Ende der Saison 2019/20.

## Erfolge und Auszeichnungen
- 2018 Gagarin-Pokal-Gewinn und Russischer Meister mit Ak Bars Kasan

## Statistik
(Stand: Ende der Saison 2019/20)